# Helena Dunicz-Niwińska
Helena Dunicz-Niwińska (ur. 28 lipca 1915 w Wiedniu, zm. 12 czerwca 2018 w Krakowie) – polska skrzypaczka, tłumaczka literatury z zakresu historii muzyki poważnej oraz autorka wspomnień wojennych.

## Życiorys
Wychowywała się we Lwowie, gdzie mieszkała z rodzicami i braćmi do 1943. Naukę gry na skrzypcach rozpoczęła w wieku 10 lat we lwowskim konserwatorium Polskiego Towarzystwa Muzycznego i kontynuowała z jednocześnie podjętymi w latach 1934–1939 studiami pedagogicznymi.
Po wybuchu II wojny światowej pozostała we Lwowie i tam też została aresztowana razem z matką w 1943. W październiku tego samego roku została deportowana do obozu koncentracyjnego Auschwitz-Birkenau. W obozie jako skrzypaczka trafiła w skład kobiecej orkiestry obozowej. Razem z orkiestrą występowała zarówno podczas codziennych wydarzeń obozowych, jak i na specjalnych, wieczornych koncertach dla personelu SS, gdzie wykonywano utwory Edvarda Griega, Roberta Schumanna czy Wolfganga Amadeusa Mozarta. W orkiestrze obozowej Birkenau występowała do stycznia 1945, następnie została ewakuowana do innych obozów koncentracyjnych w Ravensbrück i Neustadt-Glewe, gdzie zastało ją wyzwolenie w 1945.
Po wyzwoleniu trafiła do Krakowa. Do 1975 pracowała jako zastępca kierownika redakcji wydawnictw dla szkolnictwa muzycznego w Polskim Wydawnictwie Muzycznym. Była autorką tłumaczeń literatury fachowej. W 2013 ukazała się nakładem Wydawnictwa Państwowego Muzeum Auschwitz-Birkenau w Oświęcimiu książka wspomnieniowa Drogi mojego życia: wspomnienia skrzypaczki z Birkenau, będąca zapisem wspomnień Heleny Dunicz-Niwińskiej spisanych przez Marię Szewczyk (Oświęcim, 2013. ISBN 978-83-7704-057-7).
W 2015 została odznaczona Srebrnym Medalem „Zasłużony Kulturze Gloria Artis”.

## Tłumaczenia
- Antonio Stradivari: życie i dzieło (1644–1737) (autor W. Henry Hill, Arthur F. Hill, Alfred E. Hill; Polskie Wydawnictwo Muzyczne, Kraków, 1975)
- Dzieje gry skrzypcowej od początków do roku 1761 oraz jej związek ze skrzypcami i muzyką skrzypcową (autor: David D. Boyden; Polskie Wydawnictwo Muzyczne, Kraków, 1980; ISBN 83-224-0128-0)
- Vivaldi (autor: Michael Talbot; Polskie Wydawnictwo Muzyczne, Kraków, 1988; ISBN 83-224-0369-0)

## Transkrypcja
- Grające świerszcze: łatwe utwory polskich kompozytorów współczesnych w transkrypcji na skrzypce i fort. 1 (wybór, transkrypcja. i opracowanie partii skrzypiec Helena Dunicz-Niwińska; transkrypcja i realizacja partii fortepianowych Maria Dziewulska; Polskie Wydawnictwo Muzyczne, Kraków, 1985; ISBN 83-224-1690-3)